# Setge de Bagdad (1258)
El Setge de Bagdad  de 1258 va ser un fet d'armes que va concloure amb la victòria del cap mongol Hülegü, net de Genguis Kan i germà del cap suprem mongol Mongke, sobre el Califat Abbàssida i que va culminar en la presa, saqueig i incendi de Bagdad.

## Antecedents
Bagdad era el 1258 la capital del Califat Abbàssida, un estat islàmic que ocupava l'actual Iraq i part de l'Iran, governat pel califa abbàssida al-Mustàssim. Adés poderós, amb el pas del temps el Califat Abbàssida havia perdut el control sobre molts territoris i havia esdevingut un estat de poca importància. El califa era un titella controlat per mamelucs o cabdills militars turcs d'origen esclau, però seguia sent el líder espiritual de l'islam, i Bagdad era una ciutat rica i un important centre cultural.
L'exèrcit de l'Imperi Mongol, dirigit per Hülegü i el seu comandant xinès Guo Khan, i compost per mongols, els seus vassalls xinesos, armenis, georgians, perses, i francs del Principat d'Antioquia va sortir cap a Pèrsia el 1253 per una ruta preparada amb molta cura, construint ponts sobre cada riu per facilitar el pas de les tropes. El setembre i octubre de 1255 va arribar a Kan-i Gul prop de Samarcanda, on va acampar i va restar el novembre, i va creuar l'Oxus l'1 de gener de 1256. Els petits sobirans de Pèrsia i el Caucas li van oferir homenatge i va destruir als luris.
Durant aquest any va combatre els ismaïlites, va rendir diverses fortaleses i finalment Rukn-ad-Din Khurxah va lliurar la seva inexpugnable fortalesa d'Alamut sense combatre el 1256, que va ser arrasada fins als fonaments. A continuació, l'exèrcit va prosseguir cap a Bagdad en novembre de 1257 amb ordres de Mongke Khan de respectar el califat si es sotmetia a l'autoritat de l'Imperi Mongol.

## Batalla
Hülegü va exigir la rendició, però al-Mustàssim es va negar i va advertir als mongols que provocarien la ira d'Al·là si l'atacaven, sense reunir exèrcits ni reforçar les muralles de Bagdad, i va ofendre greu i innecessàriament Hülegü, garantint la seva destrucció.
Un cop a la rodalia de la ciutat, Hulagu va dividir les seves forces, amenaçant banda i banda de la ciutat des dels bancs est i oest del Tigris. L'exèrcit del califa va rebutjar a alguns dels contingents que atacaven per l'oest, però els mongols van destruir diversos dics i inundar el terreny ocupat per l'exèrcit califal, que va quedar atrapat i gran part va morir ofegat o massacrat. Per ordre de Guo Kan dels auxiliars xinesos dels mongols van començar el setge de la ciutat el 29 de gener construint una estacada i un fossat i disposant maquinària de setge i catapultes. El setge va ser breu doncs el 5 de febrer els mongols controlaven ja part de la muralla. Llavors al-Mustàssim va intentar negociar, però ja era tard.
El 10 de febrer es rendia Bagdad. Els mongols van irrompre-hi el 13 de febrer i va començar una setmana de matances, violacions i destrucció: els mongols van arrasar i destruir mesquites, palaus, biblioteques i hospitals, la Gran biblioteca de Bagdad, amb incomptables documents històrics de gran antiguitat i llibres de valor incalculable sobre temes que anaven de la medicina a l'astronomia, va ser arrasada. Molts veïns van intentar fugir, però van ser atrapats i assassinats a plaer pels soldats mongols. El califa va ser capturat i obligat a veure com assassinaven als seus súbdits i saquejaven el seu tresor. Segons la majoria de les cròniques, va morir sota els cascos dels cavalls dels mongols, que el van enrotllar en una catifa i després van marxar sobre ell (creien que ofendria a la terra si vessaven sang reial en ella). Només va sobreviure un dels seus fills, que va ser enviat a Mongòlia.

## Conseqüències
Normalment els mongols només destruïen una ciutat si els oferia resistència. Les ciutats que capitulaven immediatament podien esperar clemència. La destrucció de Bagdad va ser fins a cert punt una estratègia deliberada per intimidar a altres ciutats i regnes, això va funcionar amb l'emirat aiúbida de Damasc, però no amb Soldanat Mameluc que va resistir i va derrotar els mongols a la batalla d'Ayn Djalut el 1260.
Els mongols van destruir gran part del sistema d'irrigació que havia funcionat a Mesopotàmia durant mil·lennis tallant les canalitzacions subterrànies (qanats), que necessitaven manteniment constant i mai es van reparar, perquè va morir o fugir tanta gent que no va ser possible i perquè van sembrar els camps amb sal. Bagdad seguiria sent una ciutat despoblada i en ruïnes durant segles, només després de molt de temps recuperaria part del seu antic esplendor.
Amb l'avanç cap a Síria i Palestina, els cristians del Principat d'Antioquia s'aliaren amb els mongols en contra de l'islam. Després de la conquesta mongol de Síria, en la qual van caure Damasc, Alep, Hama i Homs, els aiúbides, que ja havien perdut el soldanat del Caire a mans dels mamelucs quedaven definitivament esborrats dels seus dominis, Bàybars I, soldà mameluc van acollir el califa al-Mustànsir, germà d'al-Mustàssim, obtenint la definitiva legitimitat al nou règim i iniciant una ofensiva que aturà l'avanç mameluc a batalla d'Homs, sent expulsats de Síria.
La influència cultural àrab es va irradiar cap a l'exterior des de Bagdad, però amb la conquesta de Bagdad i la destrucció mongola del califat abbàssida, la seva influència va disminuir, en Iran i l'Àsia Central, que es van beneficiar de l'augment de l'accés intercultural a l'Àsia oriental sota el Pax Mongolica, van florir i es van desenvolupar de manera més distintiva a partir de la influència àrab sota la dinastia timúrida.